# Paranchiphimedia monodi
Paranchiphimedia monodi is een vlokreeftensoort uit de familie van de Iphimediidae. De wetenschappelijke naam van de soort is voor het eerst geldig gepubliceerd in 1949 door Ruffo.